# Biathlon-Weltmeisterschaften 1992
Bei den 27. Biathlon-Weltmeisterschaften wurden am 22. März 1992 aufgrund der im selben Jahr stattfindenden Olympischen Winterspiele nur die nichtolympischen Wettbewerbe im Mannschaftswettkampf ausgetragen. Als Veranstaltungsort wurde das russische Nowosibirsk ausgewählt.

## Teilnehmer
Als Folge des Zerfalls der Sowjetunion sowie des Auseinanderfallens Jugoslawiens gab es einige neue Nationen, die bei diesen Spielen an den Start gingen. Dazu gehörten Estland und Lettland  – der dritte baltische Staat Litauen entsandte keine Sportler. Andere Länder, die bisher Teil der UdSSR gewesen waren, starteten in Nowosibirsk mit einem gemeinsamen Team unter der Bezeichnung „GUS“ (Gemeinschaft Unabhängiger Staaten). Dieses Team blieb allerdings eine einmalige Angelegenheit. Schon bei den nächsten Weltmeisterschaften in Borowez traten die hier noch im Verbund startenden Nationen mit jeweils eigener Flagge und eigener Bezeichnung an. Eine weitere neu auftretende Nation war Slowenien, während aus Kroatien und Bosnien und Herzegowina keine Biathleten dabei waren. Deutschland war nach der deutschen Wiedervereinigung ja bereits bei den Weltmeisterschaften im Jahr zuvor mit einer gemeinsamen Mannschaft dabei.

## Resultate Männer

### Mannschaft
| Platz | Land/Sportler                                                                                     | Zeit          | Schießfehler |
| ----- | ------------------------------------------------------------------------------------------------- | ------------- | ------------ |
| 01    | GUS 0000Jauhen Redskin 0000Anatoli Schdanowitsch 0000Aljaksandr Papou 0000Alexander Tropnikow     | 0056:23,2 min | 2 0 1 0 1    |
| 02    | Norwegen 0000Frode Løberg 0000Jon Åge Tyldum 0000Sylfest Glimsdal 0000Gisle Fenne                 | 0056:31,3 min | 4 0 2        |
| 03    | Estland 0000Aivo Udras 0000Urmas Kaldvee 0000Hillar Zahkna 0000Kalju Ojaste                       | 0057:13,7 min | 2 0 1 0      |
| 04    | Slowenien 0000Uroš Velepec 0000Jure Velepec 0000Boštjan Lekan 0000Janez Ožbolt                    | 0057:30,4 min | 2 0 1 0 1    |
| 05    | Österreich 0000Franz Schuler 0000Alfred Eder 0000Ludwig Gredler 0000Wolfgang Perner               | 0058:06,1 min | 5 1 2        |
| 06    | Frankreich 0000Xavier Blond 0000Thierry Dusserre 0000Patrice Bailly-Salins 0000Stéphane Bouthiaux | 0058:07,5 min | 4 0 2 0      |
| 07    | Deutschland 0000Steffen Hoos 0000Raik Dittrich 0000Frank Luck 0000Jens Steinigen                  | 0059:04,7 min | 4 0 1 2 1    |
| 08    | Italien 0000Andreas Zingerle 0000Hubert Leitgeb 0000Johann Passler 0000Wilfried Pallhuber         | 1:01:11,5 h00 | 7 1 4        |
| 09    | Großbritannien 0000Paul Ryan 0000Ian Woods 0000Kenneth Rudd 0000Michael Dixon                     | 1:01:58,0 h00 | 7 1 2 3 1    |
| 10    | Lettland 0000Aivars Ieviņš 0000Aivars Bogdanovs 0000Oļegs Maļuhins 0000Gundars Upenieks           | 1:04:25,9 h00 | 9 3 2        |
| 11    | Tschechoslowakei 0000Petr Garabík 0000Miroslav Janata 0000Roman Dostál 0000Pavel Sládek           | 1:04:45,7 h00 | 9 1 4 3      |

Datum: 22. März 1992

## Resultate Frauen

### Mannschaft
| Platz | Land/Sportlerinnen                                                                               | Zeit          | Schießfehler |
| ----- | ------------------------------------------------------------------------------------------------ | ------------- | ------------ |
| 1     | Deutschland 0000Petra Bauer 0000Petra Schaaf 0000Uschi Disl 0000Inga Kesper                      | 0057:32,5 min | 2 0 2 0      |
| 1     | GUS 0000Jelena Belowa 0000Inna Scheschkil 0000Anfissa Reszowa 0000Swetlana Petscherskaja         | 0057:32,5 min | 5 1 2 0      |
| 3     | Tschechoslowakei 0000Gabriela Suvová 0000Eva Háková 0000Jana Kulhavá 0000Jiřina Adamičková       | 0057:59,8 min | 3 1 0 2      |
| 4     | Frankreich 0000Delphyne Burlet 0000Véronique Claudel 0000Anne Briand 0000Corinne Niogret         | 1:00:09,7 h00 | 5 1 2 1      |
| 5     | Norwegen 0000Hildegunn Fossen 0000Signe Trosten 0000Grete Ingeborg Nykkelmo 0000Elin Kristiansen | 1:00:46,0 h00 | 8 1 4 3 0    |
| 6     | Estland 0000Merle Viirmaa 0000Jelena Poljakova-Všivtseva 0000Eveli Peterson 0000Krista Lepik     | 1:02:28,4 h00 | 4 1          |
| 7     | Bulgarien 0000Nadeschda Alexiewa 0000Silwana Blagoewa 0000Marija Manolowa 0000Iwa Schkodrewa     | 1:02:57,2 h00 | 5 1 2 1      |

Datum: 22. März 1992
nur sieben teilnehmende Teams

## Medaillenspiegel
| Platz | Nation           | Gold | Silber | Bronze | Gesamt |
| ----- | ---------------- | ---- | ------ | ------ | ------ |
| 01    | GUS              | 2    | 0      | 0      | 2      |
| 02    | Deutschland      | 1    | 0      | 0      | 1      |
| 03    | Norwegen         | 0    | 1      | 0      | 1      |
| 04    | Estland          | 0    | 0      | 1      | 1      |
| 04    | Tschechoslowakei | 0    | 0      | 1      | 1      |

| Platz | Sportler              | Gold | Silber | Bronze | Gesamt |
| ----- | --------------------- | ---- | ------ | ------ | ------ |
| 1     | Jauhen Redskin        | 1    | 0      | 0      | 1      |
| 1     | Anatoli Schdanowitsch | 1    | 0      | 0      | 1      |
| 1     | Aljaksandr Papou      | 1    | 0      | 0      | 1      |
| 1     | Alexander Tropnikow   | 1    | 0      | 0      | 1      |
| 5     | Frode Løberg          | 0    | 1      | 0      | 1      |
| 5     | Jon Åge Tyldum        | 0    | 1      | 0      | 1      |
| 5     | Sylfest Glimsdal      | 0    | 1      | 0      | 1      |
| 5     | Gisle Fenne           | 0    | 1      | 0      | 1      |
| 9     | Aivo Udras            | 0    | 0      | 1      | 1      |
| 9     | Urmas Kaldvee         | 0    | 0      | 1      | 1      |
| 9     | Hillar Zahkna         | 0    | 0      | 1      | 1      |
| 9     | Kalju Ojaste          | 0    | 0      | 1      | 1      |

| Platz | Sportlerin             | Gold | Silber | Bronze | Gesamt |
| ----- | ---------------------- | ---- | ------ | ------ | ------ |
| 1     | Petra Bauer            | 1    | 0      | 0      | 1      |
| 1     | Petra Schaaf           | 1    | 0      | 0      | 1      |
| 1     | Uschi Disl             | 1    | 0      | 0      | 1      |
| 1     | Inga Kesper            | 1    | 0      | 0      | 1      |
| 1     | Jelena Belowa          | 1    | 0      | 0      | 1      |
| 1     | Inna Scheschkil        | 1    | 0      | 0      | 1      |
| 1     | Anfissa Reszowa        | 1    | 0      | 0      | 1      |
| 1     | Swetlana Petscherskaja | 1    | 0      | 0      | 1      |
| 9     | Gabriela Suvová        | 0    | 0      | 1      | 1      |
| 9     | Eva Háková             | 0    | 0      | 1      | 1      |
| 9     | Jana Kulhavá           | 0    | 0      | 1      | 1      |
| 9     | Jiřina Pelcová         | 0    | 0      | 1      | 1      |